# بی‌بی چلچله
بی‌بی چلچله فیلمی به کارگردانی  و نویسندگی کیومرث پوراحمد محصول سال ۱۳۶۳ است.

## بازیگران
| بازیگران         |
| ---------------- |
| داوود رشیدی      |
| علیرضا شجاع نوری |
| آرش احمدعلیخانی  |
| سیامک اطلسی      |
| معصومه تقی‌پور    |
| عباس مختاری      |
| حبیب اله الهیاری |
| شعله امانی       |
| نادر کریمان      |

## خلاصه داستان
مجید با مادرش در خانهٔ ناپدری زندگی می کند که او را می آزارد. مجید مخفیانه سوار کامیون جوادآقا می شود، اما جوادآقا او را سرزنش می کند و گوشمالی می دهد. مجید کینه جوادآقا را به دل می گیرد و عهد می کند که او را بکشد. برای آماده کردن خود نزد پهلوانی شاگردی می کند و در اوقات فراغت برای درختی درددل می کند. جواد آقا متوجه کمبودهای عاطفی مجید می شود و در اندک مدتی رابطه ای عمیق میان آن دو برقرار می شود. مجید که ناپدری اش او را در کارگاه چوب بری به کار گمارده است از خانه می گریزد و از جواد آقا می خواهد که او را به عنوان پسرخوانده از ناپدری اش بخرد. اما جواد آقا در تصادف کامیونش با قطار کشته می شود و مجید، وقتی که بزرگ می شود در می یابد که جواد آقا پدرش بوده است.
داستان این فیلم برگرفته از رمان درخت زیبای من، اثر نویسنده ای برزیلی، ژوزه مائورو ده واسکونسلوس می باشد که درخت زیبای من نیز در سال ۲۰۱۲ بر اساس همین رمان تهیه شده است.